# 包玉剛家族
包玉剛家族
世界船王包玉剛爵士的家族。

## 家族成員
- 包青天（包玉剛的二十九世祖）
  - 包奎扯
    - 包??
      - 包兆龍[1]＝陳賽珍[2]
        - 包玉書＝倪家翠
          - 包静国＝康鳳薇

        - 包玉剛爵士＝黃秀英
          - 包陪慶＝蘇海文博士（赫尔墨特·索克曼）
            - 蘇文剛
            - 蘇文駿
            - 蘇黎敏

          - 包陪容＝吳光正
            - 吳宗明
            - 吳宗恩＝馬健能（John Paul Mclellan）
            - 吳宗權

          - 包陪麗＝渡伸一郎
            - 渡謙作
            - 渡建雄

          - 包陪慧＝鄭維健醫生（離異）
            - 鄭成然
            - 鄭嘉碧

        - 包玉星＝丁秀鳳
        - 包爱菊＝陳德全
        - 包美菊＝倪蘭亭
        - 包素菊＝張培明
        - 包麗菊＝李伯忠

## 家族特色
四位女婿中有的是贅婿